# Alfred Dudley Ward
(Alfred) Dudley Ward, né le 27 janvier 1905 et mort le 28 décembre 1991, est un homme politique et militaire britannique qui participa activement à la Seconde Guerre mondiale et fut gouverneur de Gibraltar de juin 1962 à août 1965.